# Agrias claudina
Espèce
Agrias claudina est une espèce d'insectes lépidoptères de la famille des Nymphalidae et de la sous-famille des Charaxinae, tribu des Preponini, et du genre Agrias. C'est l'espèce type pour le genre.

## Dénomination
Agrias claudina a été décrit par l'entomologiste français Jean-Baptiste Godart en 1824 sous le nom initial de Nymphalis claudina.

### Noms vernaculaires
Agrias claudina se nomme Claudina Agrias en anglais.

### Taxinomie
Le grand polymorphisme de cette espèce lui vaut une grande quantité de sous-espèces et surtout une riche synonymie.
Sous-espèces
- Agrias claudina claudina; présent au Venezuela, au Brésil, en Guyana et en Guyane.

Synonymie pour cette sous-espèce
Papilio claudia (Schulze, 1776) 
Agrias sahlkei (Honrath, 1885) 
Agrias claudia amazonica (Staudinger, 1899)
Agrias claudia festa (Fruhstorfer, 1902)
Agrias claudia vesta (Fruhstorfer, 1902)
Agrias claudia infernalis (Fruhstorfer, 1902)
Agrias claudia imperialis (Lathy, 1921)
Agrias claudia nigropunctata (Lathy, 1921)
Agrias claudia bipullata(Lathy, 1921)
Agrias claudia biedermanni (Fassl, 1924)
Agrias claudia tuschana (Fassl, 1924)
Agrias claudia ninus (Fassl, 1924)
Agrias claudia fassli (Oberthür, 1924)
Agrias claudia regalis (Lathy, 1924)
Agrias amazonica le cerfi (Lathy, 1924)
Agrias claudia claudia subsalhkei (Le Moult, 1926)
Agrias claudia claudia guyanensis (Le Moult, 1926)
Agrias claudia claudia maroniensis (Le Moult, 1926)
Agrias claudia claudia flavopunctata (Le Moult, 1926)
Agrias claudia claudia submaroniensis (Le Moult, 1926)
Agrias claudia claudia subguyanensis (Le Moult, 1926)
Agrias claudia claudia clara (Le Moult, 1926)
Agrias claudia claudia marquei (Le Moult, 1926)
Agrias claudia claudia submarquei (Le Moult, 1926)
Agrias claudia claudia meunieri (Le Moult, 1926)
Agrias claudia claudia submeunieri (Le Moult, 1926)
Agrias claudia claudia rubronigra (Le Moult, 1926)
Agrias claudia claudia vinosa (Le Moult, 1926)
Agrias claudia claudia interrupta (Le Moult, 1926)
Agrias claudia claudia rubrocaerulea (Le Moult, 1926)
Agrias claudia claudia subrubrocaerulea (Le Moult, 1926)
Agrias claudia claudia subrubronigra (Le Moult, 1926)
Agrias claudia claudia rubrotridens (Le Moult, 1926)
Agrias claudia claudia subamazonia (Le Moult, 1926)
Agrias claudia claudia satanas (Le Moult, 1926)
Agrias claudia claudia subsatanas (Le Moult, 1926)
Agrias claudia claudia rebouli (Le Moult, 1926)
Agrias claudia claudia subrebouli (Le Moult, 1926)
Agrias claudia claudia reducla (Le Moult, 1926)
Agrias claudia claudia subreducta (Le Moult, 1926)
Agrias claudia claudia aymesi (Le Moult, 1926)
Agrias claudia claudia favarelli (Le Moult, 1926)
Agrias claudia claudia wachenheimi (Le Moult, 1926)
Agrias claudia claudia subaymesi (Le Moult, 1926)
Agrias claudia claudia subwachenheimi (Le Moult, 1926)
Agrias claudia faivrei (Le Moult, 1926)
Agrias claudia horni (Le Moult, 1926)
Agrias claudia biedermanni reevesi (Michael, 1926)
Agrias claudia biedermanni roberti (Boy, 1927)
Agrias claudia sophusius (Boy, 1927)
Agrias claudia biedermanni incompleta (Michael, 1928)
Agrias claudia biedermanni semitapajonus (Michael, 1928)
Agrias claudia biedermanni imperatrix (Michael, 1928)
Agrias claudia biedermanni semitapajonus (Michael, 1928)
Agrias claudia biedermanni nigrina (Michael, 1929)
Agrias claudia biedermanni bonita (Michael, 1929)
Agrias claudia biedermanni rosae (Michael, 1929)
Agrias claudia biedermanni rubrostrigosa (Michael, 1929)
Agrias claudia biedermanni triangularis (Michael, 1929)
Agrias claudia biedermanni bella (Michael, 1929)
Agrias claudia biedermanni pseudopretiosa (Michael, 1929)
Agrias claudia biedermanni nigricirculata (Michael, 1929)
Agrias claudia biedermanni linda (Michael, 1929)
Agrias claudia sahlkei imitata (Michael, 1929)
Agrias claudia manaoensis (Michael, 1929)
Agrias claudia pseudocroesus (Michael, 1929)
Agrias claudia sahlkei reforma (Michael, 1929)
Agrias claudia sahlkei rubromaculata (Michael, 1929)
Agrias claudia biedermanni metamorpho (Michael, 1929)
Agrias claudia biedermanni purpurata (Michael, 1929)
Agrias claudia exbiedermanni (Michael, 1929)
Agrias claudia biedermanni venustus (Michael, 1929)
Agrias claudia biedermanni rosae rubrovenata (Michael, 1929)
Agrias claudia roquettei (May, 1929)
Agrias claudia biedermanni nigrivenata (Michael, 1930)
Agrias claudia biedermanni brevitaenia (Michael, 1930)
Agrias claudia sahlkei traducta (Michael, 1930)
Agrias claudia biedermanni simplex (Michael, 1930)
Agrias claudia le cerfi minorata (Michael, 1930)
Agrias claudia le cerfi quadrata (Michael, 1930)
Agrias claudia le cerfi oblongomaculata (Michael, 1930)
Agrias claudia le cerfi novata (Michael, 1930)
Agrias claudia subtuschana (Michael, 1930)
Agrias claudia le cerfi tenuifasciata (Michael, 1932)
Agrias claudia nigricans (Michael, 1932)
Agrias claudia orinocensis (Le Moult, 1933)
Agrias claudia orinocensis aguiro (Le Moult, 1933)
Agrias sardanapalus claudia lecerfi melior (Rebillard, 1961)
Agrias claudia subsahlkei flavosuffusa (Barselou, 1983)
Agrias claudia subsahlkei carola (Barselou, 1983)
Agrias sahlkei sahlkei (Späth, 1999) 
Agrias sahlkei ninus (Späth, 1999)
- Agrias claudina annetta (Gray, 1832); présent au Brésil

Synonymie pour cette sous-espèce
Nymphalis claudina annetta (Gray, 1832)
Agrias claudianus (Staudinger, 1885)
Agrias claudia pallantis (Fruhstorfer, 1914)
Agrias claudia plausibilis (Fruhstorfer, 1916)
Agrias claudia claudianus cassandra (Röber, 1925)
Agrias claudia claudianus eos (Röber, 1925)
Agrias claudia claudianus reliquus (Biedermann, 1926)
Agrias claudia claudianus margaritifera (Biedermann, 1926)
Agrias claudina claudianus (Späth, 1999)
- Agrias claudina croesus Staudinger, 1896; présent au Brésil[9]

Synonymie pour cette sous-espèce
Agrias claudia godmanides (Fassl, 1921)
Agrias claudia michaeli (Fassl, 1921)
Agrias claudia pulcherrima (Fassl, 1921)
Agrias sardanapalus sanguinea (Lathy, 1924)
Agrias claudia sardanapalus belsazar (Fassl, 1924)
Agrias claudia croesus vulcanus (Fassl, 1924)
Agrias claudia croesus loki (Fassl, 1924)
Agrias claudia tapajonensis (Le Moult, 1926)
Agrias claudia pulcherrima pseudodubiosa (Le Moult, 1926)
Agrias claudia sardanapalus moderata (Le Moult, 1927)
Agrias claudia sardanapalus pseudo-infernalis (Le Moult, 1929)
Agrias claudia sardanapalus moderata pseudo-suprema (Michael, 1929)
Agrias claudia sardanapalus moderata transversa (Michael, 1929)
Agrias claudia sardanapalus semilbelsazar (Michael, 1930)
Agrias claudia sardanapalus cyanorubra (Michael, 1930)
Agrias claudia sardanapalus splendida (Michael, 1930)
Agrias claudia sardanapalus redita (Michael, 1930)
Agrias claudia croesus subcyanea (Le Moult, 1931)
Agrias claudia croesus pseudobrunhilda (Le Moult, 1931)
Agrias claudia croesus pseudosanguinea (Le Moult, 1931)
Agrias claudia jonensis (Michael, 1933)
Agrias claudia michaeli decora (Michael, 1933)
Agrias sardanapalus rufomaculata (Rebillard, 1961)
Agrias claudina sardanapalus david (Sorimachi, 1998)
- Agrias claudina delavillae Neild, 1996; présent au Venezuela
- Agrias claudina godmani Fruhstorfer, 1895; présent  en Bolivie et au Brésil

Synonymie pour cette sous-espèce
Agrias godmani (Fruhstorfer, 1895)
Agrias godmani phoenix (Niepelt, 1910)
Agrias godmani semirubra (Niepelt, 1910)
Agrias godmani cyanecula (Fruhstorfer, 1910)
Agrias godmani derufata (Fruhstorfer, 1910)
Agrias claudina coelestis (Krüger, 1928)
Agrias claudia pujoi (Le Moult, 1931)
Agrias claudia pujoi dufouri (Le Moult, 1931)
Agrias claudia pujoi orleansi (Le Moult, 1931)
Agrias claudia claudina jactator (Biedermann, 1936)
Agrias sardanapalus claudina splendens (Rebillard, 1961)
- Agrias claudina lugens Staudinger, 1886; présent au Venezuela, en Colombie, en Bolivie et au Pérou.

Synonymie pour cette sous-espèce
Agrias sardanapalus bolivianus (Staudinger, 1899)
Agrias sardanapalus hades (Lathy, 1900)
Agrias claudia lugina (Fruhstorfer, 1902)
Agrias sardanapalus intermedius (Fassl, 191)
Agrias claudia maxentia (Fruhstorfer, 1912)
Agrias sardanapalus decyanea (Niepelt, 1913)
Agrias sardanapalus sardanapaloides (Fassl, 1913)
Agrias bolivianus thusnelda (Fassl, 1913)
Agrias claudia rufomarginata (Lathy, 1921)
Agrias intensa (Lathy, 1921)
Agrias claudia lugens imecourti (Le Moult, 1931)
Agrias claugia lugina oudini (Le Moult, 1931)
Agrias claudina inermedius (Späth, 1999)
Agrias claudina lugina (Späth, 1999)
- Agrias claudina patriciae Attal, 2000; présent au Venezuela
- Agrias claudina sardanapalus Bates, 1860; présent au Venezuela, en Équateur, en Colombie, au Pérou et au Brésil[12].

Synonymie pour cette sous-espèce
Agrias claudia sara (Fruhstorfer, 1902)
Agrias claudia sardanapalus purpurea (Fassl, 1924)
Agrias claudia sardanapalus rubrimediana (Fassl, 1924)
Agrias claudia sardanapalus brunhilda (Fassl, 1924)
Agrias claudia sardanapalus coccinata (Fassl, 1924)
Agrias sardanapalus suprema (Fassl, 1924)
Agrias claudia opaca (Michael, 1925)
Agrias claudia sardanapalus pseudoporphyrionis (Le Moult, 1926)
Agrias claudia sardanapalus rileyi (Le Moult, 1926)
Agrias claudia sardanapalus delormei (Le Moult, 1926)
Agrias claudia sardanapalus cyaneapicalis (Le Moult, 1926)
Agrias claudia sardanapalus cyanelateralis (Le Moult, 1926)
Agrias claudia sardanapalus sara parallelus (Michael, 1929)
Agrias claudia sardanapalus sara semisardanapalaus (Michael, 1929)
Agrias claudia sardanapalus sara luxuriosa (Michael, 1929)
Agrias claudia sardanapalus caladonia (Michael, 1930)
Agrias claudia sardanapalus virgata (Michael, 1930)
Agrias claudia sardanapalus rufopuncta (Michael, 1930)
Agrias claudia sardanapalus ab. pahenomenalis (Michael, 1930)
Agrias claudia sardanapalus sara pomposa (Michael, 1930)
Agrias claudia sardanapalus sara ab. semihades (Michael, 1930)
Agrias claudia sara ab. subdelormei (Le Moult, 1931)
Agrias claudia sara pseudosardanapalus Le Moult, 1931)
Agrias claudia sara sublugens (Le Moult, 1931)
Agrias claudia sardanapalus annae (Biedermann, 1933)
Agrias sardanapalus adornata (Rebillard, 1961)
Agrias sardanapalus minor (Rebillard, 1961)
Agrias sardanaplaus sara nubilis (Rebillard, 1961)

## Description
Agrias claudina est un papillon d'une envergure d'environ 69 mm, aux ailes antérieures à bord costal bossu, bord externe concave et aux ailes postérieures à bord externe légèrement festonné. 
La face supérieure est noire avec de grandes taches basodiscales rouge marquée aux ailes antérieures par une échancrure.Cet aspect est très variable ce qui explique le nombre de formes décrites, en particulier présence ou non aux ailes postérieures d'une flaque bleue entre n2 et n6.
Le revers des ailes antérieures est marron avec une grande tache basodiscale jaune orangé et le revers des ailes postérieures est vert jaune  orné de lignes sinueuses noires et d'une ligne submarginale de gros ocelles noirs pupillés de bleu

## Écologie et distribution
Agrias claudina est présent au Venezuela, en Équateur, en Colombie, en Bolivie, au Pérou, au Brésil, en Guyana et en Guyane.

### Biotope
Agrias claudina réside dans la canopée,.

### Protection
Agrias claudina est inscrit VU (vulnérable) sur le Red data Book du Brésil pour le Mato-Grosso.  